# حقوق الإنسان والتنوع البيولوجي
التنوع البيولوجي وحقوق الإنسان هو مبدأ يربط تنوع الطبيعة (أو «التنوع البيولوجي») بحقوق الإنسان، وقد ظهر هذا المبدأ في العقد الأول من القرن الحادي والعشرين. والسؤال الذي يجب طرحه هو: إذا لم تستطع الأرض الحفاظ على الحياة النباتية أو الحيوانية، فكيف يمكنها أن تحافظ على حياة الإنسان؟ في الحقيقة أنه حتى أواخر عام 2010 ، لم يكن كبار السياسيين في العالم يربطون بين التنوع البيولوجي وحقوق الإنسان، ولذلك فقد نسوا أن البشرية تعتمد على ثراء تنوع الطبيعة. إن وجود ثروة من التنوع البيولوجي، ووفرة منه، هو أمر ضروري للحفاظ على النظم البيئية التي يقوم عليها المحيط الحيوي للإنسان. تُوفِّر البيئة الصحية قدرًا أكبر من المرونة في مواجهة التهديدات مثل تحول التربة إلى الصحراء (التصحر) والجفاف والمجاعة وغيرها من التغيرات البيئية المرتبطة بتغير المناخ.
ظهر هذا الارتباط - وهذا المبدأ - لأول مرة بعد نشر تقرير (A / HRC / 34/49) من قِبل المُقرر الخاص السابق جون إتش نوكس إلى مجلس حقوق الإنسان التابع للأمم المتحدة في عام 2017. يفحص هذا التقرير التزامات حقوق الإنسان المتعلقة بالحفظ والاستخدام المستدام للتنوع البيولوجي (المعروف باسم «التنوع البيولوجي»)؛ وخلص ذلك التقرير إلى أن هناك 3 نتائج مهمة:
1. توضيح أن فقدان التنوع البيولوجي يقوض أيضًا التمتع الكامل بحقوق الإنسان؛
2. وهذا يزيد من الحاجة الملحة لحماية التنوع البيولوجي؛
3. ويساعد على تعزيز اتساق السياسات والتشريعات في حفظ التنوع البيولوجي والاستخدام المستدام للموارد الحيوية.[2]

وصف التقرير أهمية هذه النظم البيئية والتنوع البيولوجي للتمتع الكامل بحقوق الإنسان. فوفقا للأمم المتحدة، فإن حقوق الإنسان ترتبط بضرورة وجود «كوكب صحي» للعيش فيه. ويُكمل ذلك التقرير تقرير آخر صدر عن مركز أبحاث حقوق الإنسان عن الاتحاد الأوروبي في عام 2020، وبالتحديد التنوع البيولوجي بوصفه حق من حقوق الإنسان، وآثاره على العمل الخارجي للاتحاد الأوروبي المنشور بتاريخ 6 أبريل 2020.

وفقًا للأمم المتحدة، فإن وباء كورونا COVID-19 قد سلط الضوء على مدى أهمية صحة التنوع البيولوجي للأرض واستقرار النظام البيئي للعالم.

يجب على الأطراف المُشارِكة في اتفاقية الأمم المتحدة للتنوع البيولوجي (CBD) اعتماد ما يسمى «إطار العمل العالمي للتنوع البيولوجي» بعد عام 2020. يُعتبر الإطار بمثابة نقطة انطلاق لرؤية الأمم المتحدة 2050 «العيش في وئام مع الطبيعة» حيث:

## الاتحاد الأوروبي
نُشر في أبريل 2020، تقرير من الاتحاد الأوروبي حول التنوع البيولوجي بوصفه حق من حقوق الإنسان، وآثاره على العمل الخارجي الأوروبي وأكد التقرير على الارتباط الوثيق بين التنوع البيولوجي وحقوق الإنسان. 
قدَّم هذا التقرير تحليلاً للتنوع البيولوجي بوصفه حق من حقوق الإنسان لإثراء عمل البرلمان الأوروبي حول أفضل السبل التي يمكن أن يساهم بها العمل الخارجي للاتحاد الأوروبي في نهج شامل قائم على حقوق الإنسان يهدف إلى منع فقدان التنوع البيولوجي وتدهوره.
بعد لمحة موجزة عن البيانات التجريبية حول آثار فقدان التنوع البيولوجي على حقوق الإنسان والقيود المفروضة على المصادر المتاحة، يُقيّم التقرير حالة ومحتوى الالتزامات القائمة بشأن التنوع البيولوجي وحقوق الإنسان. يقوم التقرير بعد ذلك بتقييم الأثر القانوني والسياسي للمبادرات الحالية (المحتملة) على المستويين الدولي والإقليمي لكي يتعامل الاتحاد الأوروبي مع التنوع البيولوجي وحقوق الإنسان. بالإضافة إلى ذلك، تُقيّم الدراسة أدوات العمل الخارجية للاتحاد الأوروبي التي تناولت أو يمكن أن تعالج أبعاد التنوع البيولوجي لحقوق الإنسان. يُقدم التقرير سلسلة من التوصيات حول كيفية قيام البرلمان الأوروبي ومؤسسات الاتحاد الأوروبي الأخرى بدعم تطوير نهج شامل وحقوق الإنسان على أساس الحفظ والاستخدام المستدام للتنوع البيولوجي في العمل الخارجي، ويُعد ذلك جزءًا من جهود مكافحة آثار تغير المناخ.

## روابط خارجية
- www.ohchr.org ملف pdf حقوق الإنسان والتنوع البيولوجي - الرسائل الرئيسية حول حقوق الإنسان والتنوع البيولوجي